# أليساندرو (لاعب كرة قدم مواليد 1979)
اليساندرو نونيز (بالبرتغالية: Alessandro Mori Nunes) (10 يناير 1979 في البرازيل - ) هو لاعب كرة قدم برازيلي في مركز الدفاع. لعب مع دينامو كييف وغريميو بورتو أليغرينزي ونادي بالميراس ونادي سانتوس ونادي فلامنغو ونادي كروزيرو ونادي كورينثيانز.

## وصلات خارجية
- اليساندرو نونيز على موقع الاتحاد الدولي (مؤرشف)  (الإنجليزية)
- اليساندرو نونيز على موقع اتحاد أوكرانيا (الإنجليزية)
- اليساندرو نونيز على موقع قاعدة بيانات كرة القدم.إي يو (الإنجليزية)
- اليساندرو نونيز على موقع Soccerway.com (الإنجليزية)
- اليساندرو نونيز على موقع عالم كرة القدم.نت (الإنجليزية)